# McDowell megye (Nyugat-Virginia)
McDowell megye az Amerikai Egyesült Államokban, azon belül Nyugat-Virginia államban található. Megyeszékhelye és legnagyobb városa Welch. Lakosainak száma 19 111 fő (2020. április 1.). McDowell megye Wyoming, Mingo, Mercer, Tazewell és Buchanan megyékkel határos.

## Népesség
A megye népességének változása:
| Lakosok száma | 22 065 | 21 705 | 21 333 | 20 876 | 19 835 | 19 111 |
|               | 2010   | 2011   | 2012   | 2013   | 2015   | 2020   |